# Dipoena cordiformis
Dipoena cordiformis är en spindelart som beskrevs av Eugen von Keyserling 1886. Dipoena cordiformis ingår i släktet Dipoena och familjen klotspindlar. Inga underarter finns listade i Catalogue of Life.